# Statherotmantis peregrina
Statherotmantis peregrina är en fjärilsart som beskrevs av Falkovich 1966. Statherotmantis peregrina ingår i släktet Statherotmantis och familjen vecklare. Inga underarter finns listade i Catalogue of Life.